# Tessa Ross
Pour les articles homonymes, voir Ross.
Tessa Ross, de son vrai nom Tessa Sarah Ross, est une productrice de cinéma et de télévision britannique née en juillet 1961 à Londres (Angleterre).

## Biographie
Après des études à la Westminster School à Londres, puis au Somerville College à Oxford, qu'elle quitte en 1980 avec un diplôme en études orientales,, elle travaille comme agent littéraire, puis entre en 1998 à BBC Scotland. Elle dirige ensuite le département développement de British Screen, puis en 1993 le département des dramatiques au sein de la BBC.
Au début des années 2000, elle est nommée à la tête de la division Film4 de Channel 4, où elle participe au financement et à la production de plusieurs films britanniques importants, comme Slumdog Millionnaire ou Le Dernier Roi d'Écosse. En novembre 2011, elle entre au conseil d'administration du Royal National Theatre (RNT) à Londres, et elle quitte Film 4 pour devenir directrice générale du RNT en 2015,.

## Filmographie

### Cinéma
- 2000 : Liam de Stephen Frears
- 2000 : Billy Elliot de Stephen Daldry
- 2001 : Like Father de Richard Grassick
- 2004 : Délires d'amour de Roger Michell
- 2004 : Dead Man's Shoes de Shane Meadows
- 2005 : Isolation de Billy O'Brien
- 2006 : Mischief Night (en) de Penny Woolcock
- 2006 : This Is England de Shane Meadows
- 2006 : Venus de Roger Michell
- 2006 : Le Dernier Roi d'Écosse de Kevin Macdonald
- 2007 : Rendez-vous à Brick Lane de Sarah Gavron
- 2007 : Far North d'Asif Kapadia
- 2007 : And When Did You Last See Your Father? d'Anand Tucker
- 2008 : Un Anglais à New York de Robert B. Weide
- 2008 : Un été italien de Michael Winterbottom
- 2008 : Slumdog Millionaire de Danny Boyle
- 2008 : Be Happy de Mike Leigh
- 2008 : Incendiary de Sharon Maguire
- 2008 : Bons Baisers de Bruges de Martin McDonagh
- 2009 : Lovely Bones de Peter Jackson
- 2009 : Nowhere Boy de Sam Taylor-Wood
- 2010 : Submarine de Richard Ayoade
- 2010 : 127 Heures de Danny Boyle
- 2010 : Auprès de moi toujours (Never Let Me Go) de Mark Romanek
- 2010 : Another Year de Mike Leigh
- 2010 : We Are Four Lions de Chris Morris
- 2011 : La Dame de fer de Phyllida Lloyd
- 2011 : La Femme du Vème de Paweł Pawlikowski
- 2011 : Les Hauts de Hurlevent d'Andrea Arnold
- 2011 : Shame de Steve McQueen
- 2011 : Un jour de Lone Scherfig
- 2011 : Attack the Block de Joe Cornish
- 2011 : L'Aigle de la Neuvième Légion de Kevin Macdonald
- 2012 : Sept Psychopathes de Martin McDonagh
- 2012 : Week-end royal de Roger Michell
- 2012 : Sur la route de Walter Salles
- 2013 : Maintenant c'est ma vie de Kevin Macdonald
- 2013 : The Double de Richard Ayoade
- 2013 : 12 Years a Slave de Steve McQueen
- 2013 : Under the Skin de Jonathan Glazer
- 2013 : Trance de Danny Boyle
- 2013 : A Very Englishman de Michael Winterbottom
- 2014 : Black Sea de Kevin Macdonald
- 2014 : Salsa Fury de James Griffiths
- 2014 : 71 de Yann Demange
- 2014 : Un homme très recherché de Anton Corbijn
- 2014 : Frank de Lenny Abrahamson
- 2014 : Ex machina d'Alex Garland
- 2022 : The Wonder de Sebastián Lelio
- 2024 : Conclave d'Edward Berger

### Télévision
- 1996 : Deep Secrets (téléfilm)
- 1996 : Eskimo Day (téléfilm)
- 1997 : Cold Enough for Snow (téléfilm)
- 1997 : Our Boy (téléfilm)
- 1997 : Stone, Scissors, Paper (téléfilm)
- 1997 : Plotlands (série)
- 1997 : Robinson in Space (documentaire)
- 1998 : Maisie Raine (série)
- 1998 : The Gift (téléfilm)
- 1998 : Playing the Field (série)
- 1999 : Second Sight (téléfilm)
- 1999 : Births, Marriages and Deaths (série)
- 2000 : Second Sight: Hide and Seek (téléfilm)
- 2000 : Second Sight: Kingdom of the Blind (téléfilm)
- 2000 : Second Sight: Parasomnia (téléfilm)
- 2000 : Clocking Off (série)
- 2001 : La double vie de Diane Sullivan (série)
- 2001 : In a Land of Plenty (série)

## Distinctions
- En 2010, elle est nommée Commandeur de l'ordre de l'Empire britannique[2].
- En 2013, elle reçoit le BAFA de la meilleure contribution au cinéma britannique[2],[6].